# 権藤淳
権藤 淳（ごんどう あつし、1952年（昭和27年）4月30日 - ）は日本の実業家、銀行家。豊和銀行の代表取締役頭取。

## 来歴・人物
東京都出身で東京大学法学部卒。1976年に三和銀行（現在の三菱UFJ銀行）に入行し、尾山台支店長などを務める。また在籍中にミシガン大学ロー・スクール修士課程を終了する。
2002年にジェーシービーに入社して2006年に同社の取締役に就任した。
2009年にジェーシービーを退社後、豊和銀行の代表取締役専務に就任して経営管理部などを統括し、2012年に安藤英徳の後任として代表取締役頭取に就任する。
頭取在任中の2014年、金融機能の強化のための特別措置に関する法律第5条第1項の規定に基づき、金融庁が資本参入することが決定し、整理回収機構を通じて公的資金を受け入れた。

## 経歴
- 1976（昭和51）年
  - 4月:三和銀行（現・三菱UFJ銀行）入行
- 1981（昭和56）年
  - 5月:米国ミシガンロースクール修士課程修了
- 1995（平成7）年
  - 11月:同行尾山台支店長
- 1997（平成9）年
  - 10月:ジェーシービー出向
- 2002（平成14）年
  - 8月:三菱UFJ銀行退社。ジェーシービー入社。
- 2004（平成16）年
  - 6月:同社執行役員本部長兼企画部長
- 2006（平成18）年
  - 6月:同取締役兼執行役員市場開発本部長
- 2007（平成19）年
  - 6月:同取締役執行役員マーケティング本部長
- 2009（平成21）年
  - 6月:豊和銀行代表取締役専務
- 2012（平成24）年
  - 6月:同行代表取締役頭取